# Divci (gmina Prijepolje)
Divci (cyr. Дивци) – wieś w Serbii, w okręgu zlatiborskim, w gminie Prijepolje. W 2011 roku liczyła 311 mieszkańców.